# Schenking Van Moorsel

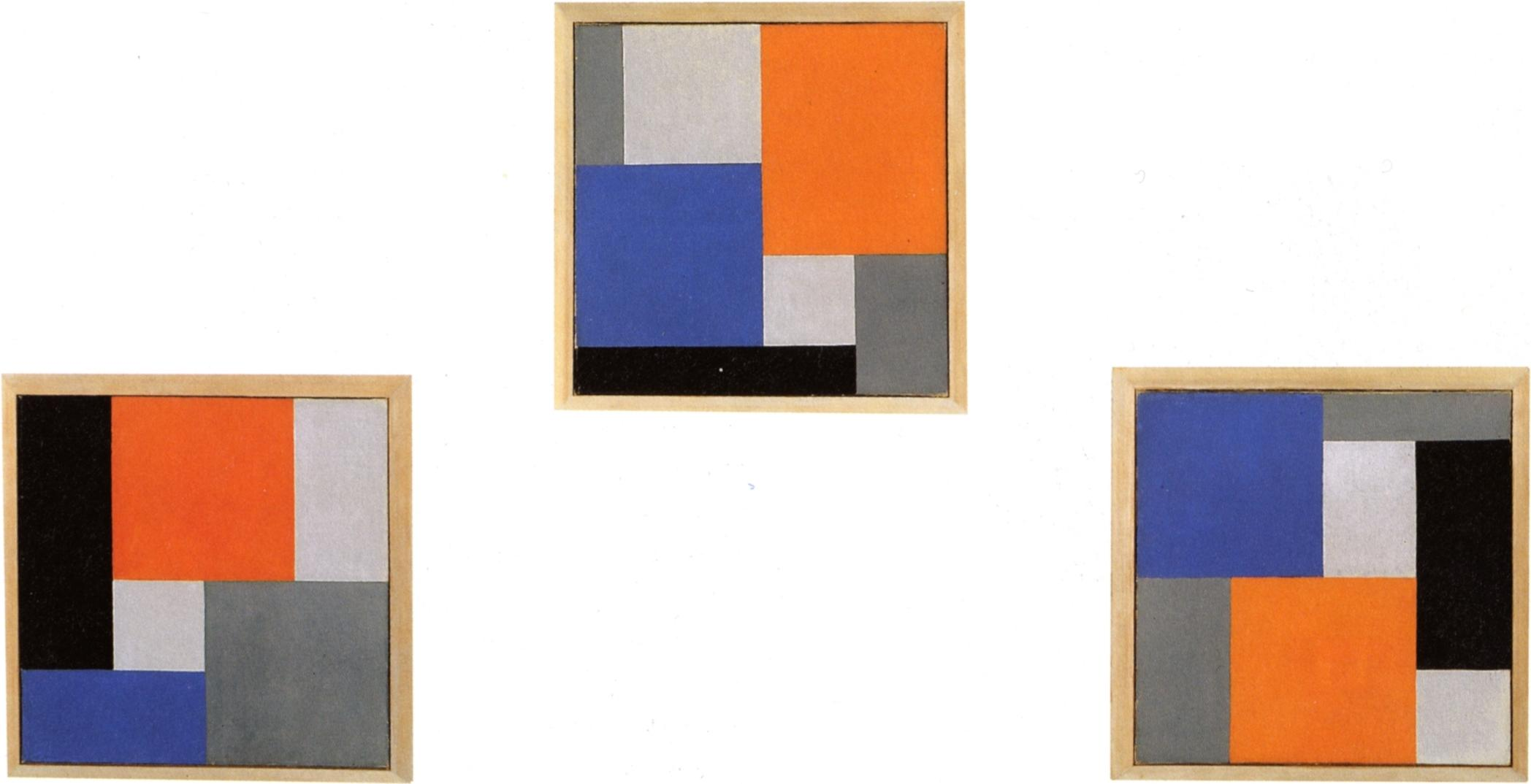
Compositie XVIII in drie delen. 1920. In 1984 in bruikleen gegeven aan het Kröller-Müller Museum.

De schenking Van Moorsel is een omvangrijke schenking van kunstwerken, archiefstukken, boeken, manuscripten en het huis in Meudon bij Parijs van het echtpaar Theo en Nelly van Doesburg aan de Nederlandse staat. De schenking werd gedaan door Wies van Moorsel.

## Schenking

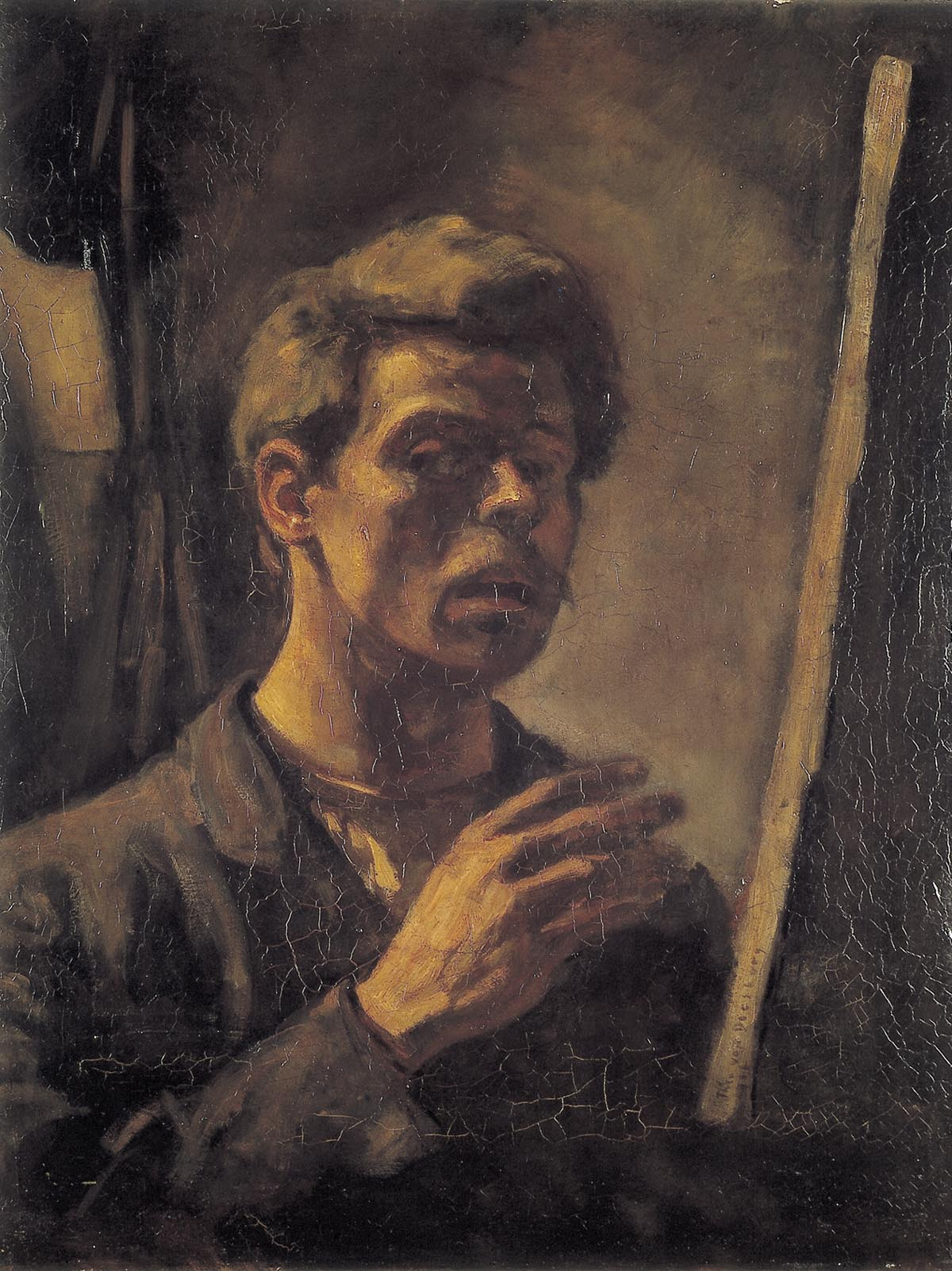
Zelfportret. 1906. In 1999 in bruikleen gegeven aan het Centraal Museum.

De schenking werd in 1981 door de staat aanvaard. Wies van Moorsel (1935-2024) – toenmalige echtgenote van Jean Leering (1934-2005) – was de enige erfgenaam van de in 1931 overleden Theo van Doesburg en zijn vrouw Nelly van Moorsel. Aanleiding voor de schenking was het overlijden van Nelly van Doesburg in 1975. De schenking bestond uit de gehele nalatenschap van Theo van Doesburg: schilderijen, tekeningen, prenten, ontwerptekening, archiefstukken (waaronder het gehele archief van het tijdschrift De Stijl) correspondentie, boeken en manuscripten. Ook het Van Doesburghuis en de door Van Doesburg ontworpen meubelen maakten deel uit van de schenking. Al deze werken werden ondergebracht bij de Dienst Verspreide Rijkscollecties (DVR), de tegenwoordige Rijksdienst voor het Cultureel Erfgoed, met uitzondering van het huis. Deze wordt beheerd door een aparte stichting.
Evert van Straaten was bij de DVR verantwoordelijk voor de afwikkeling van de nalatenschap. In 1983 werd in het Gemeentemuseum Den Haag de tentoonstelling De nalatenschap van Theo en Nelly van Doesburg. Schenking Van Moorsel gehouden (geen catalogus). Naar aanleiding van deze tentoonstelling schreef Van Straaten een boek met daarin een overzicht van de nalatenschap met niet eerder uitgegeven archiefstukken.

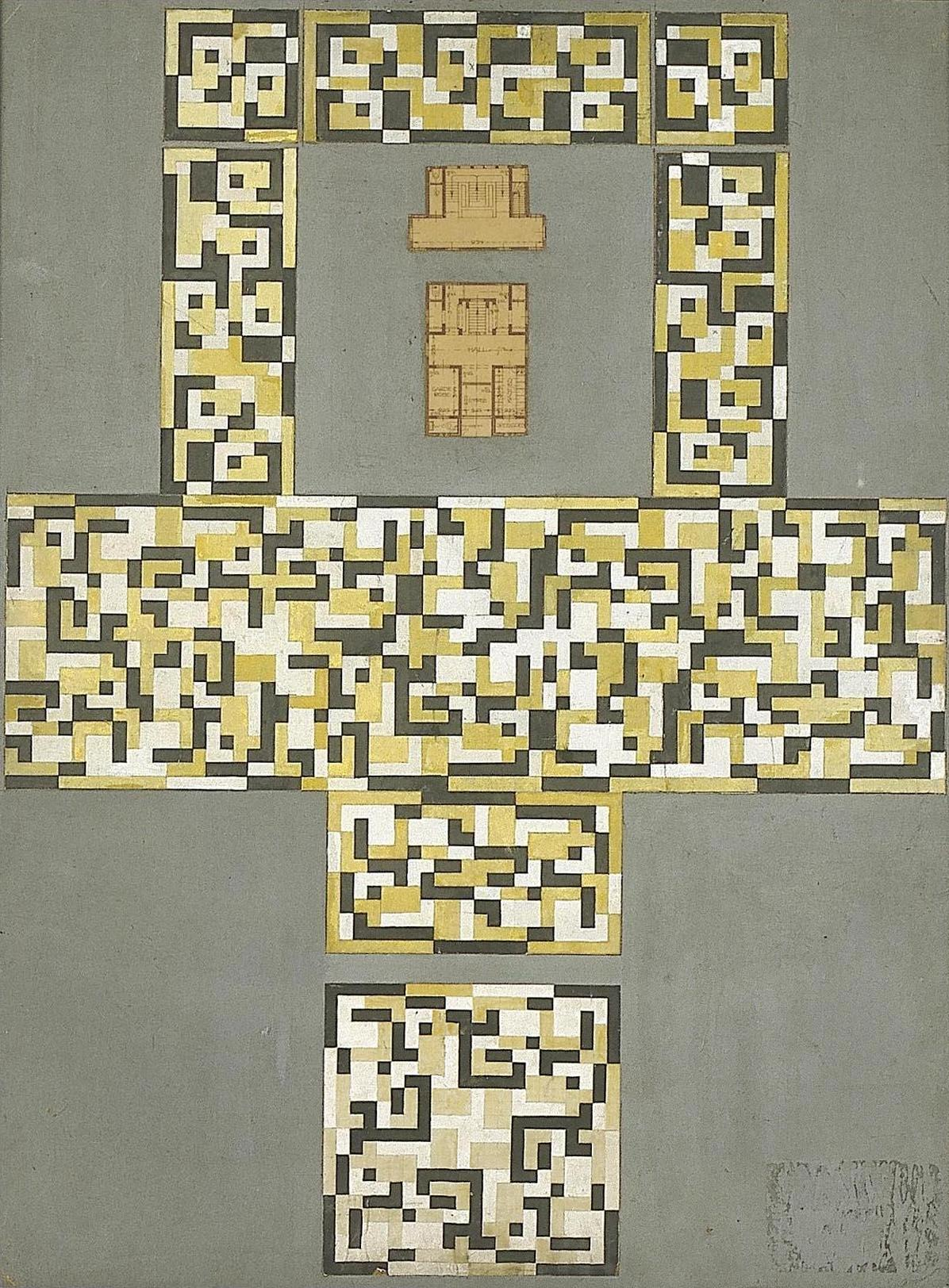
Ontwerp voor een tegelvloer, Vakantiehuis De Vonk, Noordwijkerhout. 1917-1918. In 1995 in bruikleen gegeven aan Museum De Lakenhal.

## Verdeling
Na registratie en inventarisatie van de schenking werd het grootste gedeelte van de werken in bruikleen afgestaan aan verschillende musea. Het Centraal Museum in Utrecht – Van Doesburgs geboorteplaats – ontving voornamelijk kunstwerken uit zijn vroege periode en de periode dat hij in Utrecht gemobiliseerd was (1899-1917). Het Museum De Lakenhal ontving werk uit zijn Leidse periode (1917-1921). Het Kröller-Müller Museum ontving werk uit zijn latere (abstracte) periode (1921-1931). Zijn architectuurontwerpen werden in beheer overgedragen aan het in 1988 opgerichte Nederlands Architectuurinstituut, het tegenwoordige Nieuwe Instituut.

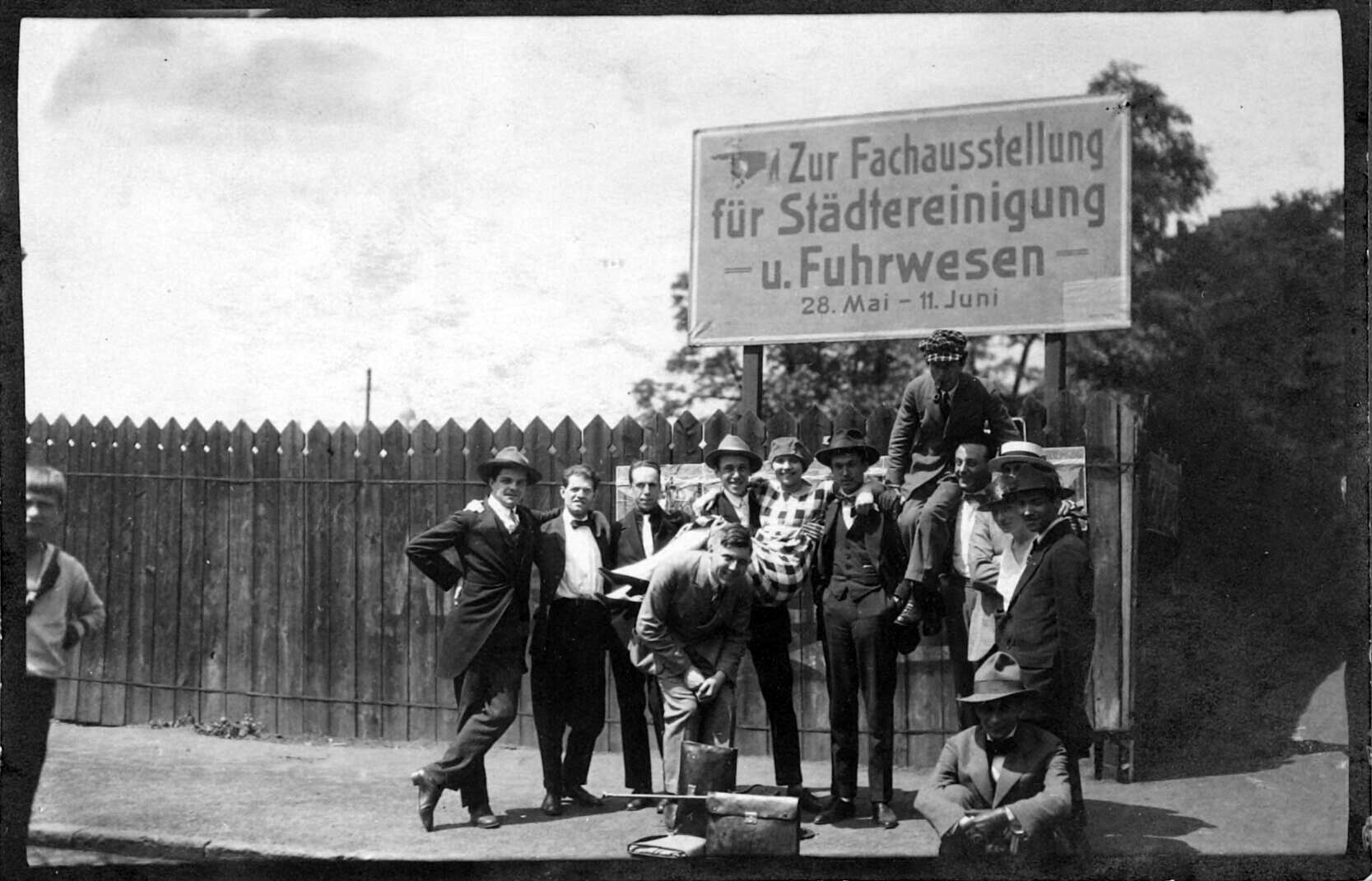
Foto. 1922. In beheer overgedragen aan het RKD.

## Van Doesburgarchief
Alle archiefstukken, waaronder ook de bibliotheek van Van Doesburg en het archief van De Stijl, werden eind jaren '80 in beheer overgedragen aan het Rijksbureau voor Kunsthistorische Documentatie (RKD).

## Archief en collectie Nelly van Doesburg
In 2005 stond Wies van Moorsel het archief van Nelly van Doesburg in langdurig bruikleen af aan het RKD. Van Moorsel had dit archief eerder geordend en geïnventariseerd.